# Kitusjärvi och Vehmasjärvi
Kitusjärvi och Vehmasjärvi är en sjö i kommunen Virdois i landskapet Birkaland i Finland. Sjön ligger 116,2 meter över havet. Arean är 49 hektar och strandlinjen är 7,24 kilometer lång. Sjön  ingår i Kumo älvs huvudavrinningsområde.   Den ligger omkring 88 km norr om Tammerfors och omkring 240 km norr om Helsingfors. 
I sjön finns öarna Rantasaari och Pukkisaari. 